# Лампаден
Лампаден (њем. Lampaden) општина је у њемачкој савезној држави Рајна-Палатинат. Једно је од 103 општинска средишта округа Трир-Сарбург. Према процјени из 2010. у општини је живјело 551 становника. Посједује регионалну шифру (AGS) 7235072.

## Географски и демографски подаци
Лампаден се налази у савезној држави Рајна-Палатинат у округу Трир-Сарбург. Општина се налази на надморској висини од 420 метара. Површина општине износи 8,2 km². У самом мјесту је, према процјени из 2010. године, живјело 551 становника. Просјечна густина становништва износи 68 становника/km².